# Höhfeldplatte und Scharlachberg

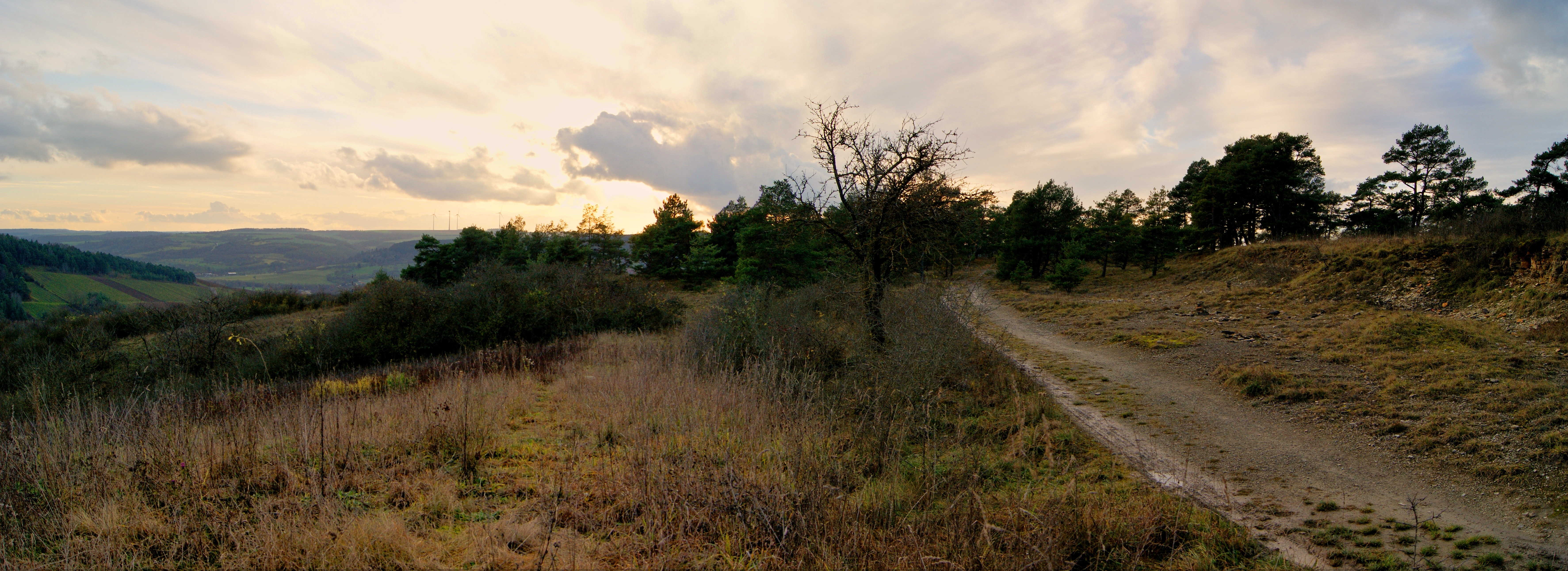
Höhfeldplatte

Das Naturschutzgebiet Höhfeldplatte und Scharlachberg befindet sich in Unterfranken am Main, zwischen Thüngersheim und Veitshöchheim, nördlich von Würzburg. Die Höhfeldplatte ist ein oben abgeflachter Bergsporn der sich etwa 140 m über das Maintal erhebt. Der Hang zum Main wird zum Weinbau genutzt.

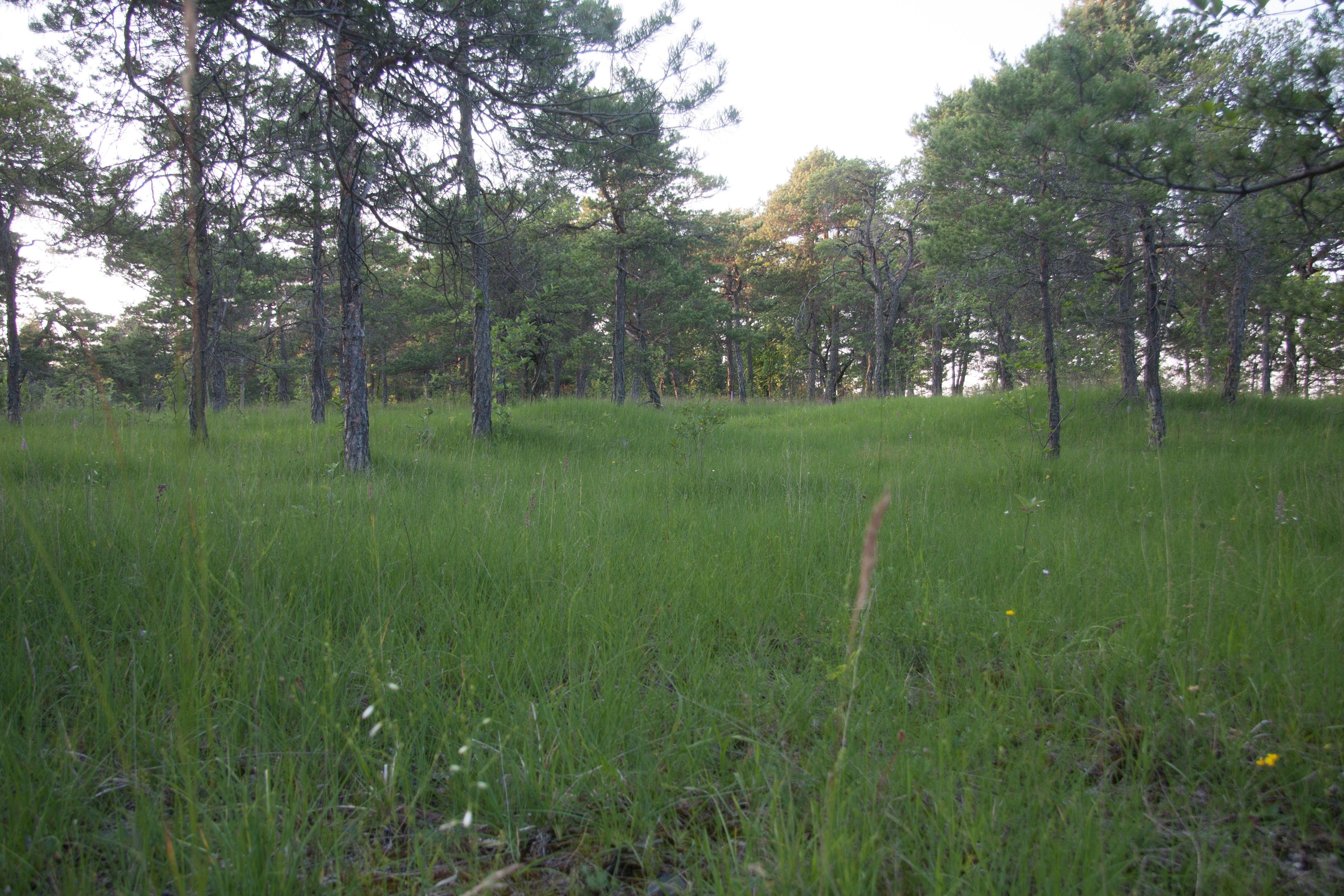
Höhfeldplatte

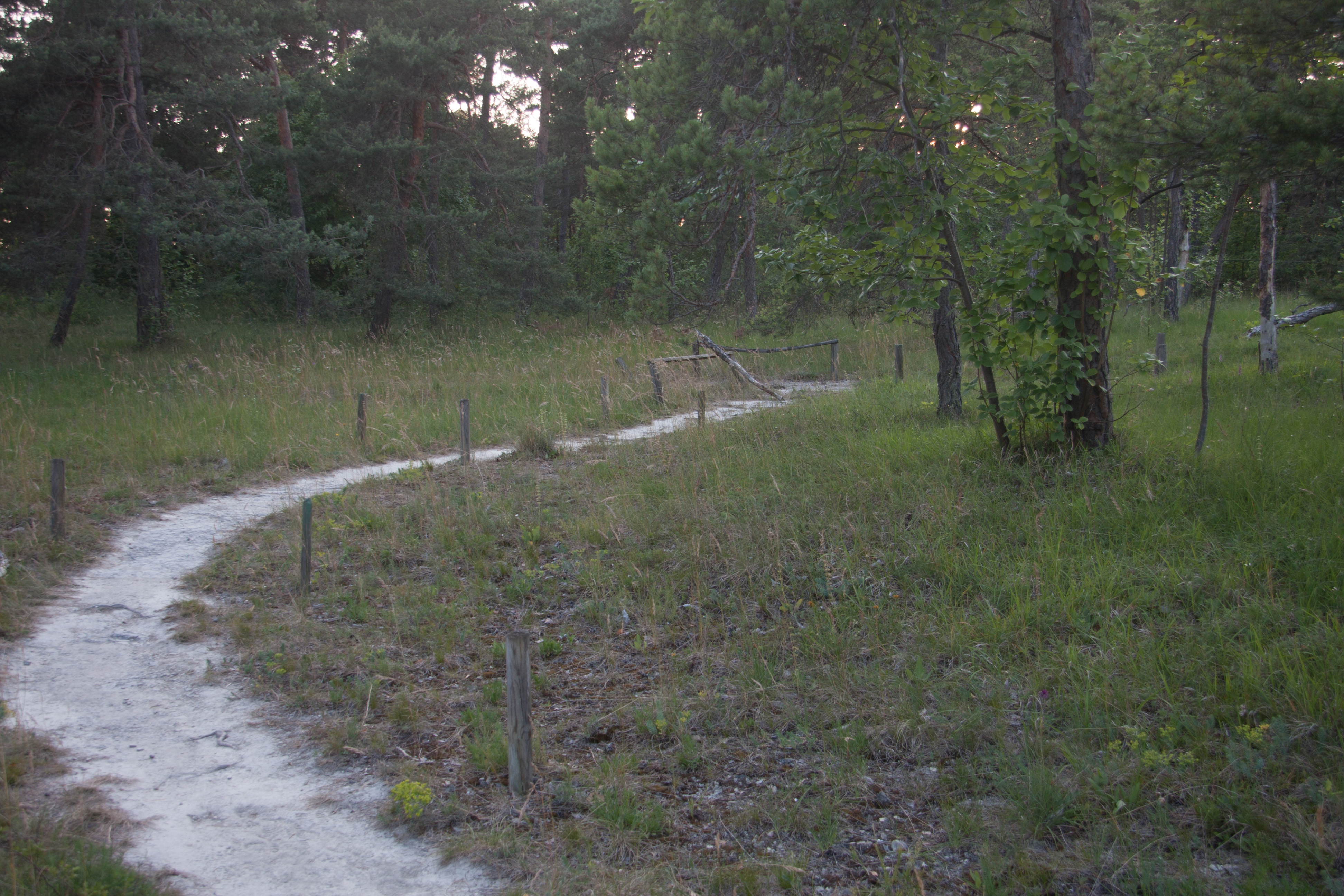
Weg durch Kalktrockenrasen, Höhfeldplatte

Bei dem Naturschutzgebiet handelt es sich um eine mehrere Hektar große Kalktrockenrasenfläche mit einem lückenhaften Kiefernwald. Hier kommen auf relativ kleinem Raum sehr viele seltene und geschützte Pflanzen vor. Besonders reich ist das Vorkommen an Orchideen. Es finden sich insgesamt 13 verschiedene Orchideenarten auf der Höhfeldplatte. Die meisten können auf einem speziell angelegten Orchideenpfad bewundert werden.
Folgende Orchideenarten gedeihen auf den Kalktrockenrasenflächen:
- Weißes Waldvögelein
- Rotes Waldvögelein
- Rotbraune Stendelwurz
- Mücken-Händelwurz
- Großes Zweiblatt
- Bienen-Ragwurz
- Fliegen-Ragwurz
- Kleine Spinnen-Ragwurz
- Spinnen-Ragwurz
- Bocks-Riemenzunge
- Berg-Waldhyazinthe
- Weiße Waldhyazinthe
- Helm-Knabenkraut

Es finden sich aber auch zahlreiche Flechten sowie Federgras, Graslilien, Kuhschellen und Echtes Salomonssiegel.
Von Süden der Höhfeldplatte kann man den Volkenberg erblicken und hat eine gute Aussicht in das Maintal.